# Syd Matters
I Syd Matters sono un gruppo musicale pop folk francese formatosi nel 2002 e composto da cinque membri: Jonathan Morali (frontman del gruppo), Rémi Alexandre, Olivier Marguerit, Jean-Yves Lozac'h e Clément Carle.

## Storia del gruppo
Il nome del gruppo, oltre ad essere lo pseudonimo dello stesso Morali, è un riferimento al primo cantante e fondatore dei Pink Floyd, Syd Barrett. "Syd Matters" (in italiano, Syd è importante) è un modo per Morali di elogiare Barrett, che il cantautore francese ascoltava molto durante il periodo in cui stava scegliendo il nome del suo progetto musicale, poiché pur avendo registrato un solo album con i Pink Floyd, The Piper at the Gates of Dawn, ne influenzò lo stile lungo tutta la loro carriera.
Jonathan Morali è nato a Parigi il 22 maggio 1980. Dopo aver studiato al Sarah Lawrence College, ha iniziato a suonare in vari locali finché, dopo aver vinto il concorso CQFD organizzato dalla rivista francese Les Inrockuptibles, ha firmato un contratto con l'etichetta discografica Third Side Records. Ha pubblicato il suo primo EP, Fever In Winter, Shiver In June , nel 2002. Nel 2003 è stato pubblicato il suo album di debutto, A Whisper and a Sigh. Dopo l'uscita dell'album, Morali ha cercato altri musicisti che lo accompagnassero sul palco. Si sono uniti al gruppo quindi il chitarrista Rémi Alexandre, il bassista Jean-Yves Lozac'h e il batterista Clément Carle. Alla fine del tour promozionale del primo album, nel settembre del 2004, è entrato a far parte del gruppo anche il polistrumentista Olivier Marguerit. Nell'ottobre 2004, il gruppo ha registrato il loro secondo album, Someday We Will Foresee Obstacles, le cui basi musicali dal vivo sono registrate nel Gang Recording Studio e le sovraincisioni presso Third Side Records. L'album, prodotto da Yann Arnaud, è stato pubblicato nell'aprile del 2005 con Third Side Records e V2 Music.
Il 16 giugno 2006, è stata pubblicata negli Stati Uniti una compilation chiamata Syd Matters, contenente alcune delle tracce degli album precedenti, sotto l'etichetta V2 North America. Nel novembre 2006, il gruppo è tornato in studio per incidere il loro terzo album, Ghost Days. La produzione dell'album, registrato presso lo studio La Frette, è stata di nuovo affidata a Yann Arnaud, e l'album è stato pubblicato il 14 gennaio 2008.
Syd Matters ha anche composto la colonna sonora di La Question humaine, film di Nicolas Klotz del 2007 con Mathieu Amalric e Michael Lonsdale. Pubblicata da Third Side Records/Because Music nel settembre 2007, la colonna sonora è stata nominata ai Victoires de la musique 2008 nella categoria "Album di colonna sonora cinematografica/televisiva dell'anno".
Il 30 agosto 2010 è uscito il quarto album del gruppo, Brotherocean. Nel 2013, Jonathan Morali ha composto la colonna sonora del film di Éric Rochant, Möbius. Nel 2015, Morali ha composto la colonna sonora del videogioco di Dontnod Entertainment Life Is Strange. Nel 2018, Morali torna a collaborare con Dontnod per curare la colonna sonora del videogioco Life Is Strange 2.

## Formazione
- Jonathan Morali – voce, chitarra, tastiera (2002-presente)
- Rémi Alexandre – chitarra, tastiera, cori (2002-presente)
- Olivier Marguerit – chitarra, tastiera, flauti, cori (2002-presente)
- Jean-Yves Lozac'h – basso, tastiera (2002-presente)
- Clément Carle – batteria, cori (2002-presente)

## Discografia

### Album in studio
- 2003 – A Whisper and a Sigh
- 2005 – Someday We Will Foresee Obstacles
- 2008 – Ghost Days
- 2010 – Brotherocean

### Raccolte
- 2006 – Syd Matters

### EP
- 2002 – End & Start Again
- 2002 – Fever in Winter, Shiver in June
- 2007 – Everything Else
- 2010 – Hi Life

### Colonne sonore
- 2007 – La question humaine